# لارا حبيب
لارا حبيب (13 نوفمبر 1980 -)، إعلامية لبنانية. قامت بتقديم أخبار الإقتصادية على قناة العربية، حاصلة على البكالوريوس والماجستير في إدارة الأعمال من الجامعة الأمريكية اللبنانية (LAU) في بيروت.

## وصلات خارجية
- Lara Habib  On تويتر
- Lara Habib  On فيس بوك
- Article about Lara Habib in the Arab Media & Society
- Lara Habib in interview with Nasr Altyar
- Alarabiya News Channel Official Website